# MIC (band)
MIC is een christelijke, Zuid-Afrikaanse voormalige band, in 1990 opgericht door Stephen K. Rothquel. In 2006 bestond de band uit Peter Stainbank, Stephen K. Rothquel en Theran Knighton-fitt.

## Geschiedenis
De betekenis van MIC was oorspronkelijk Microphone, later veranderde dit in Men in Christ of Monkeys in Church. MIC trad in 1999 op tijdens de EO-Jongerendag.
In de beginjaren bracht MIC vooral dance. Keerpunt was het album I'm Yours, waarop werd overgegaan op een poppy sound. De enige uitzondering is het album Acoustic Sessions, waarop vooral zachte gitaarmuziek te horen is.
MIC werd eind 2007 opgeheven.

## Discografie
- 1993 - MIC
- 1995 - Crazy World
- 1996 - Stories from a Dry Land
- 1997 - Superhuman (single)
- 1997 - Acoustic
- 1998 - Superhuman
- 1998 - Millennium Gone and Beyond
- 1999 - The Hits limited collection
- 2000 - I'm Yours (single)
- 2001 - Give You Love
- 2002 - Acoustic Sessions
- 2003 - Explode
- 2003 - MIC superhits volume 1
- 2004 - Re Invention
- 2005 - Re Invention remix
- 2006 - Snapshot
- 2006 - The Captain: Extracts from the relative theory
- 2006 - Steve Solo: Get in the Game

### Dvd
- 2005 - MIC Moving Pictures video collection

## Voetnoten
1. ↑  (en)  Officiële website in november 2007